# Solre-le-Château
Solre-le-Château è un comune francese di 1 835 abitanti situato nel dipartimento del Nord nella regione dell'Alta Francia. Nel suo territorio comunale ha origine il fiume Solre.

## Società

### Evoluzione demografica
Abitanti censiti